# Tekellina guaiba
Tekellina guaiba är en spindelart som beskrevs av Marques och Buckup 1993. Tekellina guaiba ingår i släktet Tekellina och familjen klotspindlar. Inga underarter finns listade i Catalogue of Life.